# Nomada mutica
Nomada mutica ist eine Bienenart aus der Familie der Apidae.

## Merkmale
Die Bienen haben eine Körperlänge von 10 bis 12 Millimeter (Weibchen) bzw. 9 bis 11 Millimeter (Männchen). Der Kopf und Thorax der Weibchen ist schwarz und ist gelb gezeichnet. Die Tergite sind schwarz und haben breite, gelbe Binden. Das ungezähnte Labrum ist gelb. Die Geißel der Fühler ist rot, an ihrem Ende auf der Oberseite ist sie leicht verdunkelt. Das dritte Fühlerglied ist kürzer als das vierte. Das Schildchen (Scutellum) hat breite gelbe Flecken und ist schwach gehöckert. Die Schienen (Tibien) der Hinterbeine sind am Ende stumpf und haben lange, dünne, kleine Dornen. Die Männchen sind den Weibchen ähnlich, ihr drittes Fühlerglied ist viel kürzer als das vierte. Das Schildchen hat einen gelben Fleck, dieser ist bei manchen Tieren schmal geteilt. Die Ventralseite des Körpers ist dicht wollig behaart.

## Vorkommen und Lebensweise
Die Art ist in Süd- und Mitteleuropa verbreitet. Die Tiere fliegen von Ende April bis Anfang Juli. Sie parasitieren Andrena ferox.

## Belege
Felix Amiet, M. Herrmann, A. Müller, R. Neumeyer: Fauna Helvetica 20: Apidae 5. Centre Suisse de Cartographie de la Faune, 2007, ISBN 978-2-88414-032-4.